# Pachyphytum longifolium
Espèce
Pachyphytum longifolium est une espèce de plante succulente de la famille des Crassulacées.